# Jonge Fortuynisten
De Jonge Fortuynisten (JF) is een Nederlandse politieke jongerenorganisatie die is opgericht als jongerenorganisatie van de Lijst Pim Fortuyn (LPF). Sinds het opheffen van de landelijke LPF is het een zelfstandige politieke jongerenorganisatie, die gelieerd is aan de LPF Eindhoven. 

## Ontstaan
In de periode rond de opkomst en de moord op Pim Fortuyn discussieerden veel jongeren op internetdiscussiefora over politieke en maatschappelijke kwesties. Een aantal van deze jongeren kwam zo met elkaar in contact en namen in juni 2002 het initiatief om een jongerenorganisatie voor de Lijst Pim Fortuyn op te richten. Hoewel de Lijst Pim Fortuyn aanvankelijk afwijzend stond tegenover een jongerenorganisatie, wisten de initiatiefnemers de moederpartij toch te overtuigen van het nut hiervan. In eerste instantie kozen de oprichters voor de naam "JLPF" (Jongeren Lijst Pim Fortuyn), maar omdat zij het niet origineel genoeg vonden om de letter J voor de naam van de moederpartij te plakken, kozen zij al snel voor de naam "Jonge Fortuynisten".

### Organisatie
Op 19 juli 2002 werden de statuten van deze politieke vereniging in een notariële akte vastgelegd. De Jonge Fortuynisten zijn een onafhankelijke vereniging en dus geen onderdeel van de Lijst Pim Fortuyn en bepalen zodoende hun eigen standpunten en reglementen. De eerste voorzitter werd Patrick van der Veld. Hij en Andy van den Hurk waren de drijvende krachten achter het ontstaan van de JF. In januari 2003 werd hij opgevolgd als voorzitter door internetondernemer Wouter Wijnmaalen. Vanaf mei 2005 tot 2010 was Alexander van Hattem voorzitter van de Jonge Fortuynisten. Hij was tevens voorzitter van de Stichting Het Vrije Woord. Sindsdien treedt LPF Eindhoven, anno 2018 de enige nog bestaande lokale LPF, als coördinator van de vereniging op.

## Speerpunten
De Jonge Fortuynisten hebben een beknopt speerpuntenprogramma. Als leidraad hierin gelden de werken van Pim Fortuyn, maar de Jonge Fortuynisten hechten ook zeer veel waarde aan de individuele opvattingen van de leden. Op maandelijkse bijeenkomsten (Fortuynistische Sociëteit) discussiëren de JF over standpunten, opvattingen en actuele gebeurtenissen. Het voornaamste fundament voor de Jonge Fortuynisten zijn wat zij noemen "de kernwaarden van de joods-christelijk-humanistische Nederlandse samenleving", die Fortuyn heeft verwoord in De Verweesde Samenleving. Kort samengevat in negen punten:
1. Scheiding tussen kerk en staat op politiek en maatschappelijk niveau
2. Vrijheid van meningsuiting, slechts beperkt door in de wet gestelde grenzen
3. Markteconomie gebaseerd op vrijheid van ondernemerschap met oog voor de zwakkeren in de samenleving
4. Parlementaire democratie, waarin door het volk gekozen parlement het laatste woord heeft over wetgeving
5. Scheiding van uitvoerende, wetgevende, rechterlijke macht
6. Gelijkwaardigheid voor mannen en vrouwen
7. Individuele verantwoordelijkheid staat centraal
8. Individuele vrijheid en individualisme (slechts begrensd daar waar het de collectieve waarden hindert)
9. Universele verklaring van de rechten van de mens.

De Jonge Fortuynisten houden zich voornamelijk bezig met het organiseren van en deelnemen aan politieke bijeenkomsten, debatten, lezingen, excursies en politieke vormingsweekenden. Daarnaast organiseren zij regelmatig acties, zoals petities en demonstraties en publiceren zij persberichten met stellingnames. De JF beschikken over een eigen partijblad. Aanvankelijk verscheen het partijblad als onderdeel van het LPF-partijblad "At Your Service", maar sinds juni 2004 beschikken de Jonge Fortuynisten over een eigen blad met de naam "Het Vrije Woord". Jonge Fortuynisten worden soms als gast  uitgenodigd in de media zoals het politieke radioprogramma TROS Kamerbreed en het jongerendiscussieprogramma Shoot van RTV Noord-Holland.
Samenwerking met andere politieke jongerenorganisaties vindt op landelijk niveau plaats via de Nationale Jeugdraad. In 2006 zijn de Jonge Fortuynisten - in navolging van het CDJA - om organisatorische redenen uit de Nationale Jeugdraad gestapt. Op internationaal niveau zijn de Jonge Fortuynisten zich nog aan het oriënteren voor samenwerkingsverbanden.
Bij verschillende verkiezingen hebben leden van de Jonge Fortuynisten op kandidatenlijsten gestaan. Bij de Tweede Kamerverkiezingen van 2003 was toenmalig voorzitter Patrick van der Veld lijstduwer voor de Lijst Pim Fortuyn. Bij de gemeenteraadsverkiezingen van 2006 stonden leden van de JF in verschillende gemeenten kandidaat voor de Lijst Pim Fortuyn en voor lokale partijen. Sindsdien zijn een aantal van hen actief als raadscommissielid in de gemeenteraden. Voor de Provinciale Statenverkiezingen van 2007 stonden JF leden kandidaat voor de Lijst Pim Fortuyn in Gelderland en voor de Brabantse Partij in Noord-Brabant.

## Acties
Enkele voorbeelden van JF-acties zijn een demonstratie vóór de oorlog in Irak (april 2003), een handtekeningenactie voor meer veiligheid in Tilburg (juli 2003) georganiseerd door Joost van Puijenbroek (toenmalig Regiocoördinator Tilburg), een enquête over de bouw van een mega-moskee in Rotterdam (augustus 2003), een demonstratie tegen de vrijlating van een RAF-terrorist (december 2003), een handtekeningenactie voor een gekozen burgemeester in Tilburg, een pro-Israël en -VS-demonstratie in Den Haag (juni 2004), een handtekeningenactie tegen het vastgelopen huisvestingsbeleid van asielzoekers in Uden (augustus 2004), ludieke demonstraties tijdens linkse betogingen samen met Protest Warrior Nederland, een campagne tegen de Europese Grondwet (mei 2005), een petitie tegen hoge accijnzen op benzine, alcohol en tabak (augustus 2005) en een handtekeningenactie voor meer veiligheid in de Roosendaalse wijk De Kroeven (november 2006).
Bij de RAF-actie in december 2003 boden de JF aan de Duitse ambassade in Den Haag een petitie aan waarmee zij protesteerden tegen de aanstaande gratieverlening voor RAF-terrorist Rolf Clemens Wagner. Een klacht over een foto van deze actie in het NRC Handelsblad met op de voorgrond een kaalgeschoren man in een Lonsdale-jack met Keltisch kruis werd door de Raad voor de Journalistiek gegrond verklaard omdat het de suggestie wekt dat personen met ‘extreemrechtse’ denkbeelden en JF leden met elkaar kunnen worden vereenzelvigd.
De asielzoekerdemonstratie in 2004 in Uden was volgens de reportage van TweeVandaag van 10 november 2004 gericht tegen de komst van asielzoekers, de JF spreken dat tegen.

## Het Vrije Woord
Ter voortzetting van het ledenblad 'Het Vrije Woord' is vanuit de JF in 2006 Stichting Het Vrije Woord opgericht. De stichting beoogt een op het fortuynistisch gedachtegoed geïnspireerd platform te zijn dat de vrijheid van meningsuiting wil waarborgen. Op haar website verschijnen publicaties en is ruimte voor discussie.

## Opheffing LPF
Moederpartij LPF is per 1 januari 2008 opgeheven. Dit geldt niet voor de Jonge Fortuynisten. Zij steunden de lokale LPF-fracties die de opheffing bij de rechtbank aanvochten. Een nieuwe koers werd ingezet die gericht was op het in ere houden van het gedachtegoed van Pim Fortuyn in nauwe samenwerking met de Stichting Het Vrije Woord.